# Тростянка (растение)
Тростя́нка (лат. Scolóchloa) — монотипный род растений семейства Злаки, или Мятликовые (Poaceae). Образует монотипную подтрибу Тростя́нковые (Scolochloínae) в трибе Мятликовые (Poeae). Включает единственный вид: Тростянка овсяницеви́дная (Scolochloa festucácea).

## Название
Латинское название рода происходит от др.-греч. σκολος — шип и χλόη — трава: из-за того что нижние цветковые чешуи имеют на верхушке 1—3 острия. Видовой эпитет указывает на схожесть растения с овсяницей (Festuca). Также известна под названием светлуха .

## Ботаническое описание

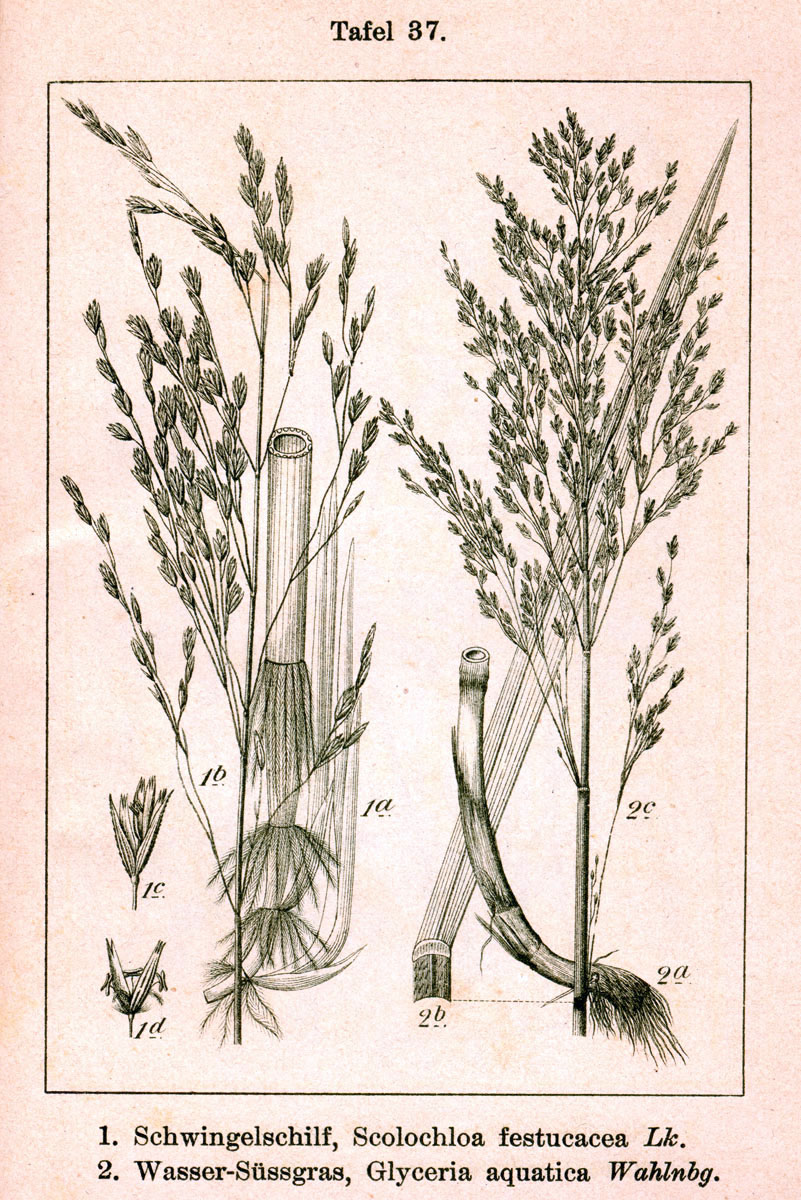
Тростянка овсяницевидная (под цифрой 1).

Многолетнее травянистое растение, ежегодно обновляющее листву. Геофит. В высоту достигает 90-180 см, кроме того, формирует подземные столоны. Верхняя поверхность листа шершавая. Длина колоска больше длины колосковой чешуи. Цветковые чешуи разделены на 1-3 колючие части, гладкие или чуть шершавые, в основании имеют пучок волосков 1—1,5 мм длиной. Цветёт в июне и июле.
Количество хромосом 2n = 28.

## Распространение
Произрастает в Европе, умеренных регионах Азии и Северной Америке. Основные места обитания —плавни в стоячих или медленно текущих водах.

## Значение и применение
На пастбищах поедается только в самом молодом возрасте и уже в фазе колошения скот избегает её. Лучше поедается крупным рогатым скотом, хуже лошадьми и ниже среднего овцами. Скошенное до колошения даёт вполне удовлетворительное сено. Сено поздней заготовки скот почти не ест. Силос получается хорошего качества.

## Синонимы вида
- Aira arundinacea Lilj., nom. inval.
- Arundo festucacea Willd.basionym
- Donax borealis Trin.
- Donax festucaceus P.Beauv.
- Festuca arundinacea Lilj., nom. illeg.
- Festuca borealis Mert. & W.D.J.Koch
- Festuca donacina Wahlenb.
- Fluminia arundinacea (Roem. & Schult.) Fr.
- Fluminia festucacea (Willd.) Hitchc.
- Glyceria arundinacea (Roem. & Schult.) Fr., nom. illeg.
- Graphephorum arundinaceum (Roem. & Schult.) Asch.
- Graphephorum festucaceum (Willd.) A.Gray
- Schenodorus arundinaceus Gaudin ex Roem. & Schult.
- Scolochloa arundinacea (Roem. & Schult.) MacMill., nom. illeg.
- Scolochloa marchica M.Duvel, Ristow, H.Scholz
- Sieglingia festucacea (Willd.) Jess.
- Triodia festucacea (Willd.) Roth